# Django (serie)

Franco Nero in Django (1966), il film che ha innescato la lunga sequela di sequel/remake apocrifi.

Il film western Django diretto dal regista Sergio Corbucci e distribuito nel 1966, ottenne un notevole successo sia in Italia che all'estero. Del film furono prodotti vari seguiti ufficiosi, atti a capitalizzare il successo del film originario, molti dei quali avevano in comune, con il personaggio corbucciano, solo il nome e l'ambientazione western.
L'unico seguito ufficiale è Django 2 - Il grande ritorno di Ted Archer (pseudonimo di Nello Rossati) distribuito nel 1987, in cui Django viene interpretato ancora da Franco Nero. Quest'ultimo è poi ritornato in un cameo (interpretando un personaggio diverso) in Django Unchained, produzione del 2012 diretta da Quentin Tarantino ispirata alla saga incominciata da Corbucci.
Django Lives! è un film attualmente in fase di pre-produzione, sospeso anche a causa della pandemia, con Christian Alvart alla regia, John Sayles alla sceneggiatura e Franco Nero nel ruolo di Django.

## Seguiti non ufficiali di Django

Django e Sartana in Django sfida Sartana (1970).

Django e Carranza che stanno per essere fucilati in W Django! (1971).

Diversi film, principalmente produzioni italiane di serie B, furono distribuiti a partire dal 1966 come seguiti di Django. Queste produzioni utilizzano originariamente il personaggio di Django o sono, più o meno liberamente, ad esso ispirate. In un periodo di massima per la produzione di pellicole categorizzabili nella fascia dei "western all'italiana", accennare ad almeno un riferimento per pellicole precedenti di successo risultava d'obbligo per le compagnie di produzione che imponevano a registi ed autori vari la scelta del nome del personaggio, di solito il pistolero protagonista, da utilizzare poi, immancabilmente, anche nella scelta del titolo. La pratica occorse per diversi personaggi del western di successo dell'epoca, da Ringo a Sartana, ma fu con Django che la cosa divenne sistematica, grazie anche al suo successo al di fuori dei confini italiani, dalla Turchia agli Stati Uniti, dal Brasile ai paesi del terzo mondo dove l'eroe vestito di nero veniva visto come emblema della lotta alle sopraffazioni sociali e al razzismo.
Il primo ed unico seguito "ufficiale" di Django fu prodotto solo nel 1986 ma il progetto era già in cantiere nel corso dello stesso anno del film originario, dopo il boom ai botteghini. Il progetto, inizialmente intitolato Viva Django, prevedeva lo stesso cast tecnico e soprattutto lo stesso attore protagonista nel ruolo di Django, Franco Nero. Furono due gli inconvenienti che fecero naufragare l'idea di un seguito ufficiale: in primis i produttori ebbero un diverbio con il regista del film (Sergio Corbucci) e dovettero sostituirlo con Ferdinando Baldi, al suo primo film western; ma soprattutto, i produttori persero l'attore principale quando Franco Nero scelse di trasferirsi ad Hollywood dopo aver accettato un contratto con la Warner Bros. Nero fece appena in tempo a terminare le riprese del seguito e si trasferì negli Stati Uniti per iniziare le riprese di Camelot. Il seguito uscì poi con il titolo Texas addio e con il nome del personaggio cambiato in "Burt Sullivan" (solo nella distribuzione localizzata in tedesco il personaggio riacquistò il nome di "Django"). I produttori originari persero quindi la "stella". Ci riprovarono nel 1967 con Preparati la bara!, assegnando il ruolo del protagonista ad un giovane Terence Hill nel suo primo ruolo da protagonista assoluto.
Django, Texas addio e Preparati la bara! sono gli unici tre film con i produttori e gli autori della pellicola originaria (la produzione aveva infatti programmato tre lungometraggi con Franco Nero, il quale partecipò però solo ai primi due). In seguito furono prodotti diversi western con personaggi o tematiche più o meno attinenti alla pellicola originaria, da film che riprendevano come personaggi il figlio di Django ad altri che avevano in comune con questi solo il nome. Ad interpretare il personaggio furono James Philbrook, Glenn Saxson, Gordon Mitchell, Gianni Garko, Giacomo Rossi Stuart, Robert Wood (che interpreta uno sceriffo di nome "Django Ginzburg"), Anthony Steffen, Tony Kendall, Jack Betts, Franco Borelli (accreditato come Chet Davis), Nino Scarciofolo (accreditato come Jeff Cameron), Dino Strano (accreditato come Dean Stratford), Brad Harris. Molti di questi attori partecipavano a queste produzioni di basso costo interpretando personaggi che poi, all'ultimo momento, cambiavano nome in Django per motivi di distribuzione (spesso non si correggeva neanche il doppiaggio, così l'unico riferimento a Django restava solamente nel titolo sulle locandine pubblicitarie). Altre produzioni ebbero come protagonista Django "tarocchi", come "Cjamango" (Cjamango e il sequel Chiedi perdono a Dio... non a me) o "Shango" (Shango, la pistola infallibile), che ricordavano, come assonanza, il celebre pistolero interpretato da Nero. Nel 1986 fu prodotto anche un film pornografico con il riferimento a Django, Brand of Shame, distribuito anche come Nude Django.
- Django spara per primo, regia di Alberto De Martino, con Glenn Saxson (Italia, 1966).
- Pochi dollari per Django, regia di León Klimovsky e Enzo G. Castellari, con Anthony Steffen (Italia, 1966).
- Il figlio di Django, regia di Osvaldo Civirani, con George Eastman nel ruolo di Jeff Tracy, figlio di Django (Italia, 1967).
- Non aspettare Django, spara, regia di Edoardo Mulargia, con Ivan Rassimov (Italia, 1967).
- 10.000 dollari per un massacro, regia di Romolo Guerrieri, con Gianni Garko (Italia, 1967).
- Cango Korkusuz Adam - Ölum Suvarisi, regia di Remzi Jonturk, con Tunc Oral (Turchia, 1967).
- Preparati la bara!, regia di Ferdinando Baldi, con Terence Hill (Italia, 1968). Rappresenta un prequel apocrifo del personaggio originario.
- Django il bastardo, regia di Sergio Garrone, con Anthony Steffen (Italia, 1969).
- Django sfida Sartana, regia di Pasquale Squitieri, con Tony Kendall (Italia, 1970).
- Arrivano Django e Sartana... è la fine, regia di Demofilo Fidani e Diego Spataro, con Franco Borelli (Italia, 1970).
- Quel maledetto giorno d'inverno... Django e Sartana... all'ultimo sangue!, regia di Demofilo Fidani, con Jack Betts (Italia, 1970).
- Anche per Django le carogne hanno un prezzo, regia di Luigi Batzella, con Jeff Cameron (Italia, 1971).
- Uccidi Django... uccidi per primo!!!, regia di Sergio Garrone, con Giacomo Rossi Stuart (Italia, Spagna, 1971).
- W Django!, regia di Edoardo Mulargia, con Antonio De Teffè (Italia, 1971).
- Giù le mani... carogna! (Django Story), regia di Demofilo Fidani, con Jack Betts (Italia, 1972).
- Seminò morte... lo chiamavano il Castigo di Dio!, regia di Roberto Mauri, con Brad Harris (Italia, 1972).
- D'Gajao mata para vingar, regia di José Mojica Marins, con José Mojica Marins (Brasile, 1972).
- Alias Django, regia di Bert R. Mendoza (Filippine, 1982).
- Sukiyaki Western Django, regia di Takashi Miike (Giappone, 2007). Rappresenta un possibile antefatto al film di Corbucci.
- Django Gunless, regia di William Phillips (Canada, 2010).
- Django Unchained, regia di Quentin Tarantino, con Jamie Foxx (Stati Uniti, 2012). Presenta una versione diversa del personaggio, l'ex-schiavo nero Django Freeman.
- Un milione di modi per morire nel West, regia di Seth MacFarlane (Stati Uniti, 2014). Ritorno del Django di Jamie Foxx in un cameo a fine film.

## Redistribuzioni
Altre produzioni non erano originariamente, ossia nelle intenzioni degli autori, seguiti più o meno "ufficiosi" del Django di Corbucci ma furono redistribute al di fuori del paese di origine con "Django" nel titolo o con il personaggio principale rinominato in Django nel doppiaggio. Questa pratica, utilizzata per sfruttare la popolarità conseguita dal Django originario, venne portata avanti in maniera sistematica principalmente in Germania dove, dalla fine degli anni sessanta agli anni settanta, furono distribuite diverse decine di lungometraggi western italiani che facevano riferimento, nel titolo o nel nome di uno dei personaggi della versione localizzata, al Django di Corbucci.

### Antecedenti
Alcune produzioni sono antecedenti al Django originale del 1966 e vennero poi redistribuite con il nome di "Django" nel titolo per sfruttare la popolarità del personaggio.
- Se incontri Django cercati un posto per morire. Produzione brasiliana del 1963, distribuzione originale: O Cabeleira
- L'uomo che viene da Canyon City. Produzione italiana del 1965, distribuito in Germania Ovest inizialmente con il titolo Die Todesminen von Canyon City, fu redistribuito, sempre in Germania, con il titolo Django - Die Todesminen von Canyon City
- Django killer per onore. Produzione spagnola del 1965, distribuzione originale: El proscrito del río Colorado; distribuito in Italia nel 1969.

### Postume

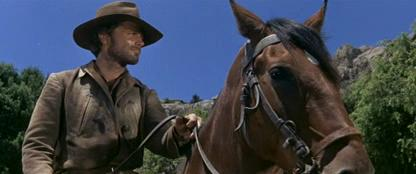
Texas addio (1966), prodotto nello stesso anno della realizzazione di Django, fu distribuito in Germania Ovest come Django 2 e in Danimarca come Django i kamp mod terrorbanden con Franco Nero che interpreta, solo in queste versioni localizzate, ancora un personaggio di nome Django.

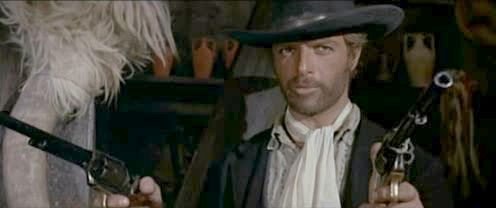
Gianni Garko nel ruolo di Django in 10.000 dollari per un massacro (1966).

Vado... l'ammazzo e torno (1967), di Enzo G. Castellari, fu distribuito in Germania Ovest con il titolo Leg ihn um, Django.

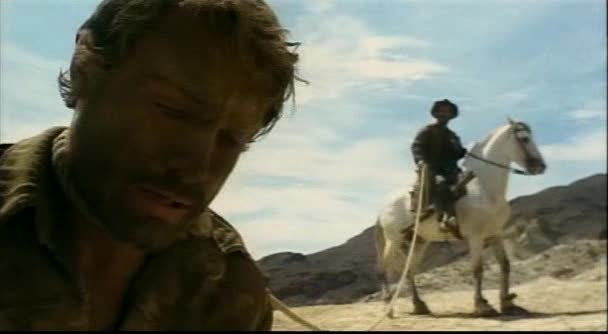
Dio perdona... io no! (1967) fu distribuito in Germania con il titolo Gott vergibt... Django nie!.

Franco Nero in Keoma (1976), distribuito negli Stati Uniti con i titoli Django's Great Return e Django Rides Again.

- Texas addio, regia di Ferdinando Baldi, con Franco Nero nel ruolo di Burt Sullivan/Django (Italia, 1966).
  - Germania Ovest: Django 2 e Django, der Rächer
  - Danimarca: Django i kamp mod terrorbanden
  - Perù: La Venganza de Django
  - Russia: Джанго, прощай!
- Le colt cantarono la morte e fu... tempo di massacro, regia di Lucio Fulci, con Franco Nero nel ruolo di Tom Corbett/Django (Italia, 1966).
  - Germania Ovest: Django - Sein Gesangbuch war der Colt e Django - Der Hauch des Todes
  - Danimarca: Djangos seksløber er lov
- 7 dollari sul rosso, regia di Alberto Cardone, con Anthony Steffen nel ruolo di Johnny Ashley/Django (Italia, 1966). Distribuito in Germania Ovest con il titolo Django - Die Geier stehen Schlange.
- Mestizo, regia di Julio Buchs, con Hugo Blanco nel ruolo di John Clark/Django (Spagna, 1966).[5][6]
  - Italia: Django non perdona
  - Stati Uniti: Django Does Not Forgive
- Se sei vivo spara, regia di Giulio Questi, con Tomas Milian nel ruolo de lo straniero/Django (Italia, 1967).
  - Germania: Töte, Django e Django - Leck Staub von meinem Colt
  - Finlandia: Django - tappaja
  - Regno Unito: Django Kill!
  - Stati Uniti: Django Kill... If You Live, Shoot!
  - Brasile: Django Vem Para Matar
  - Danimarca: Django dræber
- La più grande rapina del West, regia di Maurizio Lucidi, con George Hilton nel ruolo di Billy "Rum" Cooney/Django (Italia, 1967).
  - Germania Ovest: Ein Hallelujah für Django
  - Stati Uniti: Halleluja for Django
- L'ultimo killer, regia di Giuseppe Vari, con George Eastman nel ruolo di Ramón/Django (Italia, 1967).
  - Danimarca: Django - den sidste dræber
  - Portogallo: Django o Último Killer
  - Jugoslavia: Django poslednji revolveras
  - Stati Uniti: Django the Last Gunfighter e Django the Last Killer
  - Brasile: Django, o Matador
- Dio perdona... io no!, regia di Giuseppe Colizzi, con Terence Hill nel ruolo di Cat Stevens/Django (Italia, 1967). Distribuito in Germania Ovest con il titolo Gott vergibt... Django nie!.
- El Desperado, regia di Franco Rossetti, con Andrea Giordana.
  - Germania: Django - Die im Schlamm verrecken e Django - Die im Staub verrecken (versioni DVD)[7]
  - Danimarca: Django, ulven fra Texas
- Le due facce del dollaro, regia di Roberto Bianchi Montero, con Maurice Poli nel ruolo di Miele/Django (Italia, 1967).
  - Germania Ovest: Django - Sein Colt singt sechs Strophen
  - Francia: Poker d'as pour Django
- Vado... l'ammazzo e torno, regia di Enzo G. Castellari, con George Hilton nel ruolo de lo Straniero/Django (Italia, 1967). Distribuito in Germania Ovest con il titolo Leg ihn um, Django.
- L'uomo venuto per uccidere, regia di León Klimovsky. Distribuito in Germania Ovest con il titolo Django - Unersättlich wie der Satan.
- Cjamango, regia di Edoardo Mulargia, con Ivan Rassimov nel ruolo di Cjamango/Django (Italia, 1967). Distribuito in Germania Ovest con il titolo Django - Kreuze im blutigen Sand.
- Due rrringos nel Texas, regia di Marino Girolami (Italia, 1967). Distribuito in Germania Ovest con il titolo Zwei Trottel gegen Django in cui il cavallo parlante Ciro viene rinominato Django.[8]
- Nato per uccidere, regia di Antonio Mollica, con Gordon Mitchell (Italia, 1967). Redistribuito in Italia per l'home video con il titolo Django - Nato per uccidere.
- Bill il taciturno, conosciuto anche come Il suo nome era Bill il taciturno ma lo chiamavano il Becchino, regia di Massimo Pupillo, con George Eastman nel ruolo di Bill\Django (Italia, 1968).
  - Stati Uniti: Django Kills Softly e Django Kills Silently
  - Brasile: Django Mata em Silêncio
  - Danimarca: Django renser byen
  - Grecia: Django skotonei siopila
  - Germania Ovest: Django tötet leise e Django - Der lautlose Killer
  - Francia: Django, le taciturne
- Il suo nome gridava vendetta, regia di Mario Caiano, con Anthony Steffen (Italia, 1968). Distribuito in Germania Ovest con i titoli Django spricht das Nachtgebet e Django sprich dein Nachtgebet.[9]
- Quella sporca storia nel west, regia di Enzo G. Castellari, con Andrea Giordana nel ruolo di Johnny Hamilton/Django (Italia, 1968).
  - Germania Ovest e Austria: Django - Die Totengräber warten schon
  - Francia: Django porte sa croix
- Quel caldo maledetto giorno di fuoco, regia di Paolo Bianchini (Italia, Spagna, 1968).
  - Francia: Avec Django ça va saigner
  - Germania Ovest: Django spricht kein Vaterunser
  - Danimarca: Dollars til Django
- Execution, regia di Domenico Paolella (Italia, 1968).
  - Germania Ovest: Django – Die Bibel ist kein Kartenspiel
  - Francia: Django prépare ton exécution
- Black Jack - Un uomo per 5 vendette, regia di Gianfranco Baldanello, con Robert Woods nel ruolo di Black Jack Murphy/Django (Italia, 1968).
  - Francia: À genoux, Django
  - Germania Ovest: Auf die Knie, Django  e Django spielt das Lied vom Tod
- Spara, Gringo, spara, regia di Bruno Corbucci, con Brian Kelly (Italia, Francia, 1968). Distribuito in Francia con il titolo Tire Django, tire.
- Lo voglio morto, regia di Paolo Bianchini (Italia, Spagna, 1968). Distribuito in Germania Ovest con il titolo Django - Ich will ihn tot.
- L'uomo, l'orgoglio, la vendetta, regia di Luigi Bazzoni, con Franco Nero nel ruolo di Don José/Django (Italia, 1968). Distribuito in Germania Ovest con il titolo Mit Django kam der Tod.
- Joko - Invoca Dio... e muori, regia di Antonio Margheriti, con Richard Harrison nel ruolo di Jokko Barrat/Django (Italia, Germania Ovest, 1968). Distribuito in Francia con il titolo Avec Django, la mort est là.
- Il momento di uccidere, regia di Giuliano Carnimeo, con George Hilton (Italia, 1968). Distribuito in Germania Ovest con il titolo Django - Ein Sarg voll Blut.
- Sentenza di morte, regia di Mario Lanfranchi, con Robin Clarke nel ruolo di Cash/Django (Italia, 1968). Distribuito in Germania Ovest con il titolo Django - Unbarmherzig wie die Sonne.
- Chiedi perdono a Dio... non a me, regia di Vincenzo Musolino, con George Ardisson nel ruolo di Cjamango/Django (Italia, 1968). Distribuito in Germania Ovest con il titolo Django - Den Colt an der Kehle.
- La vendetta è il mio perdono, regia di Roberto Mauri, con Tab Hunter nel ruolo di Durango/Django (Italia, 1968). Distribuito in Germania Ovest con il titolo Django - Sein letzter Gruss.
- Anche nel west c'era una volta Dio, regia di Marino Girolami (Italia, Spagna, 1968). Distribuito in Danimarca con il titolo Django i dødens dal.
- T'ammazzo!... Raccomandati a Dio, regia di Osvaldo Civirani, con George Hilton nel ruolo di Glenn Reno/Django (Italia, 1968).Distribuito in Germania Ovest con il titolo Django, wo steht dein Sarg?.
- Uno di più all'inferno, regia di Giovanni Fago, con George Hilton nel ruolo di Johnny King/Django (Italia, 1968). Distribuito in Germania Ovest con il titolo Django - Melodie in Blei.
- Per 100.000 dollari t'ammazzo, regia di Giovanni Fago, con Gianni Garko nel ruolo di Johnny Forest/Django (Italia, 1968). Distribuito in Germania Ovest con il titolo Django der Bastard.
- Requiem per un gringo, regia di Eugenio Martín e José Luis Merino, con Lang Jeffries nel ruolo di Ross Logan/Django (Italia, 1968). Distribuito in Germania Ovest con il titolo Requiem für Django.
- Starblack, regia di Giovanni Grimaldi, con Robert Woods nel ruolo di Harry Blyth/Django (Italia, Germania Ovest, 1968). Distribuito in Germania Ovest con il titolo Django - Schwarzer Gott des Todes.
- Se vuoi vivere... spara!, regia di Sergio Garrone, con Ivan Rassimov nel ruolo di Johnny Dall/Django (Italia, 1968). Distribuito in Germania Ovest con il titolo Andere beten - Django schießt.
- Dos mil dólares por Coyote, regia di León Klimovsky, con James Philbrook nel ruolo di Sam Foster/Django (Spagna, 1969). Distribuito in Italia con il titolo Django cacciatore di taglie.
- Una lunga fila di croci, regia di Sergio Garrone, con Anthony Steffen nel ruolo di Johnny Brandon/Django (Italia, 1969). Distribuito anche con il titolo Hanging for Django e in Germania Ovest con il titolo Django und Sartana, die tödlichen zwei.
- Uno dopo l'altro, regia di Nick Nostro, con Richard Harrison nel ruolo di Stan Ross/Django (Italia, 1969). Distribuito in Germania Ovest con il titolo Von Django - Mit den besten Empfehlungen.
- I vigliacchi non pregano, regia di Mario Siciliano, con Gianni Garko nel ruolo di Bryan Clarke/Django (Italia, 1969). Distribuito in Francia con il titolo Django ne prie pas.
- Dio perdoni la mia pistola, regia di Mario Gariazzo e Leopoldo Savona, con Wayde Preston nel ruolo di Johnny Brennan/Django (Italia, 1969). Distribuito in Germania Ovest con il titolo Django - Gott vergib seinem Colt.
- C'è Sartana... vendi la pistola e comprati la bara!, regia di Giuliano Carnimeo, con George Hilton nel ruolo di Sartana/Django (Italia, 1970). Distribuito in Germania Ovest con i titoli Django - Schieß mir das Lied vom Sterben, Django - Die Gier nach Gold e Django und Sabata - Wie blutige Geier.
- Ciakmull - L'uomo della vendetta, regia di Enzo Barboni, con Leonard Mann nel ruolo di Ciakmull/Django (Italia, 1970). Distribuito in Germania Ovest con il titolo Django - Die Nacht der langen Messer.
- Quel maledetto giorno della resa dei conti, regia di Sergio Garrone (Italia, 1971). Distribuito in Germania Ovest con il titolo Django - Der Tag der Abrechnung.
- Giù la testa... hombre, regia di Demofilo Fidani (Italia, 1971). Distribuito in inglese con il titolo Ballad of Django.
- Il mio nome è Mallory... M come morte, regia di Mario Moroni, con Robert Woods nel ruolo di Larry Mallory/Django (Italia, 1971). Distribuito in Germania Ovest con il titolo Django - Unerbittlich bis zum Tod.
- Il suo nome era Pot... ma... lo chiamavano Allegria, regia di Lucio Dandolo e Demofilo Fidani, con Pietro Martellanza nel ruolo di Kid 'Pot' Potter/Django (Italia, 1971). Distribuito nel Regno Unito con il titolo Django Always Draws Second.
- Una pistola per cento croci, regia di Carlo Croccolo, con Tony Kendall nel ruolo di Sartana/Django (Italia, 1971). Distribuito in Germania Ovest con il titolo Django - Eine Pistole für 100 Kreuze.
- La lunga cavalcata della vendetta, regia di Tanio Boccia, con Richard Harrison nel ruolo di Jeff Carter/Django (Italia, 1972). Distribuito in Germania Ovest con il titolo Djangos blutige Spur.
- Keoma, regia di Enzo G. Castellari, con Franco Nero nel ruolo di Keoma/Django (Italia, 1976). Distribuito negli Stati Uniti con il titoli Django Rides Again; Django's Great Return.[10]
- Il cacciatore di squali, regia di Enzo G. Castellari, con Franco Nero nel ruolo di Mike di Donato/Django (Italia, 1979). Distribuito in Germania Ovest con i titoli Dschungel-Django e Django and the Sharks.

### Djangoin Giappone
Per quanto un solo "sotto-Django" sia stato prodotto in Giappone (il sopracitato Sukiyaki Western Django, nel 2007), il film originale di Corbucci si trovò a sua volta a far parte di una saga nel Paese del Sol Levante. Infatti, essendo il film un remake non autorizzato di La sfida del samurai (用心棒, Yōjinbō, ovvero "Guardia del corpo", 1961) di Akira Kurosawa, la Toho-Towa (che possedeva i diritti dell'originale nipponico) decise di distribuirlo come 続・荒野の用心棒 (Zoku・kōya no yōjinbō, traducibile con: "Continuazione: guardia del corpo della selva"), seguito di 荒野の用心棒 (Kōya no yōjinbō, "Guardia del corpo della selva"), vale a dire Per un pugno di dollari (1964) di Sergio Leone, il primo film della Trilogia del dollaro, altro plagio di La sfida del samurai, che, per accordo preso tra Leone e Kurosawa, sarebbe stato completamente amministrato dalla Toho in Asia. Questo atto, forse pensato a scopi pubblicitari, crea un peculiare collegamento tra l'Uomo senza nome di Clint Eastwood e Django di Franco Nero, che comunque non ebbe vita al di fuori del Giappone.